# Heterotropus elephantinus
Heterotropus elephantinus är en tvåvingeart som beskrevs av Seguy 1929. Heterotropus elephantinus ingår i släktet Heterotropus och familjen svävflugor.
Artens utbredningsområde är Egypten. Inga underarter finns listade i Catalogue of Life.